# Kakicui-lázadás

## Előzmények
Az új sógun, Asikaga Josinori 足利義教 (1394-1441; uralk. 1428-1441) Japán ideális berendezkedését egy erős, központosított államban látta, amelynek élén az egyeduralkodó áll, akinek a kezében összpontosul minden hatalom, és aki parancsokkal és rendeletekkel kormányoz. A céljainak elérésére a sógunátus tekintélyének a visszaállítását, a sógun hatalmának megerősítését és az államszervezet centralizálását tekintett fő feladatának, így számos befolyásos nagycsalád utódlási kérdésébe beleavatkozott azzal, hogy a saját hűséges embereit ültette a családfői 家督 (katoku) pozícióba. Ilyen családok voltak a Siba-család 斯波氏, Jamana-család 山名氏, Hatakejama-család 畠山氏, Kjógoku-család 京極氏 és a Tógasi-család 富樫氏. A családok „megnyerésén” keresztül a sógunnak nemcsak az általuk uralt tartományokba, de még az általuk viselt fontos hivatali pozíciókba is sikerült behatolni. Ezen kívül a sógun tovább erősítette a hatalmát azzal, hogy az uralkodása idején kitört belháborúkban sikerült a sógunátus-ellenes, déli császári-udvart restaurálni kívánó erőket és a tekintélyes, ellenséges templomok szerzeteseit vérbe fojtani. Nem hiába hívták Yosinori sógun rendszerét „a tízezrek rettegésének” 万人恐怖 (banjin-kyōfu).
Az a hír járta, hogy a sógun most az Akamacu-család 赤松氏 életébe akar beleavatkozni azzal, hogy el akarja venni az Akamacu családtól fő tartományait, Harimát és Mimaszakát. Ezt a mendemondát látszott megerősíteni az a tény is, hogy 1440-ben (Eikjō 永享 12. évében) a sógun lefoglalta Micuszuke öccsének, Akamacu Josimaszának 赤松義雅 magánföldbirtokait és azt szeretett kegyence, Akamacu Szadamura 赤松貞村 és Hosokawa Mochikata 細川持賢 között osztotta szét, így nem véletlen, hogy az Akamacu-család feje, Akamacu Micuszuke és a sógun, Asikaga Josinori között a viszony elmérgesedett. 1439-ben a tíz évig elhúzódó Jamato Eikjói-háború 大和永享の乱 elfojtása után új szóbeszéd kezdett szárnyra kapni, mégpedig, hogy Josinori sógun most Akamacu Micuszukét akarja megöletni. A sokasodó aggasztó hírek hallatán az Akamacuk – élén az családfővel, Micuszukéval – tervbe vették egy megelőző csapás indítását a sógun személye ellen.

## A Sógun elleni merénylet
1441. június 24-én Akamacu Micuszuke fia, Norijaszu 赤松教康 a sóguni seregek Júki ostromában (結城合戦 Yūki-kassen) aratott győzelmének megünneplésére nagy lakomát rendezett a kiotói rezidenciáján, ahova a sógun, Asikaga Josinori mellett számos más befolyásos, a sógunhoz hű védnök-nagyúrat (shugo-daimyō) is meghívtak. A vendégek között volt a felügyelő (kanrei), Hoszokava Mocsijuki 細川持之, Hatakejama Mocsinaga 畠山持永, Jamana Mocsitojo 山名持豊, Issiki Noricsika 一色教親, Hoszokava Mocsicune 細川持常, Óucsi Mocsijo 大内持世, Kjógoku Takakazu 京極高数, Jamana Hirotaka 山名熙貴, Hoszokava Mocsiharu 細川持春 és Akamacu Szadamura 赤松貞村. A vendéglátók szarugaku-előadással „kedveskedtek” az egybegyűlteknek. A vendégsereg már kezdte jól érezni magát, amikor hirtelen kintről lónyerítés és kapuzárás zajára lettek figyelmesek. „Talán csak vihar van kint és biztos villámlott egyet.” – gondolták, amikor egy tucat fegyveres rontott be a helyiségbe, és kivont karddal mindenkit kaszabolni kezdtek, akit csak értek. A legenda szerint ekkor egy Akamacukhoz hű szamuráj, Azuki Jukihide 安積行秀 egy a Csikusából 千種 – az Akamacuk ősi földjének számító, a Harima tartomány egyik járásából – származó acéllal megedzett éles karddal vágta le Josinori sógun fejét. A vér patakokban folyt, Jamana Hirotakát a helyszínen levágták, Hoszokava Mocsiharu egyik karját veszítette el, míg Kjógoku Takakazu és Óucsi Mochijo halálos sebet kapott. A kertben a sógun és a nemesurak testőrsége is összecsapott az Akamacukkal. A felfordulásnak az vetett véget, hogy az Akamacuk csatlós családjai kihirdették, hogy számukra csak a sógun volt a célpont, másokban kárt ejteni nem szándékoznak. Ezzel a sebesült védnök-nagyurak is nyugodtan hazatérhettek.

## A megtorlás
Az Akamacuk a merénylet helyszínén arra számítottak, hogy a sógunátus büntető serege hamarosan érkezni fog ellenük, így ők lélekben már készek voltak az öngyilkosságra. Azonban a számításuk nem jött be, ugyanis a sóguni seregek nem érkeztek, így időt nyerhettek a visszavonulásra. Josinori sógun fejét lándzsahegyre szúrva az Akamacuk elhagyták a fővárost, és a szállásterületeikre vonultak, hogy megszervezzék az ellenállást.
A történtek után a felügyelő (kanrei), Hoszokava Mocsijuki körül számos pletyka keringett, keresve a magyarázatot arra, hogy a sógun elleni merénylet után miért maradt el a sóguni seregek azonnali megtorlása. Voltak, akik Mocsijuki hadvezetői képességeit vonták kétségbe, mások azt gyanították, hogy ő maga is részese volt az összeesküvésnek. De a legnagyobb derűségre a gyávaságának története adott okot, ugyanis rossz nyelvek azt beszélték, hogy elsőként ő volt az, aki harc nélkül mentve az irháját nyúlcipőbe bújt.
Akamacu Micuszuke a harimai Szakamoto várában 坂本城 (Sakamoto-jō) rendezkedett be, ahol megerősített védelemmel várta a sógunátus seregét.
Kikei Sinzui 季瓊真蘂 (1401-1469) Szakamoto várába kereste fel Micusukét kérve őt Josinori sógun fejének a visszaadására. Micuszuke a kérést rögtön teljesítette, így Josinori tisztes temetésben részesülhetett a kiotói Tódzsi-templomban 等持院 (Tōji-in).
A nehezen létrejött szövetséges seregek július 11-én indultak útnak, amelyek három oldalról támadtak az Akamacu területekre. A fősereg Hoszokava Mocsicune 細川持常, Akamacu Szadamura 赤松貞村 és Akamacu Micumasza 赤松満政 vezetésével Szeccuból 摂津 indult el. A Jamana-család Jamana Mocsitojo 山名持豊 vezetésével Tadzsima 但馬 és Hóki　tartományokból 伯耆国 indultak útnak és rontottak rá Harima 播磨, Bizen 備前 és Mimaszaka tartományokra　美作国.
Eredetileg a Szamuráj Hivatal (Samurai-dokoro) vezetőjének, Jamana Mocsitojónak kellett volna korábban megindulnia seregével, azonban katonái a fővárosban ragadtak és rátámadtak az uzsoráskereskedő raktárosokra 土倉 (dosō) és zálogháztulajdonosokra 質屋 (shichiya), ahol dúltak, fosztogattak és adósleveleket égettek. Ezt az eseményt nevezik a kakicui jótékony intézkedéseket követelő lázadásoknak 嘉吉の徳政一揆 (Kakitsu no tokusei-ikki). Hoszokava Mocsijuki 細川持之 felügyelő (kanrei) értesülve a történtekről nagyon feldühödött, így Mocsitojo végül bocsánatkérésre kényszerült az eset miatt.
Július első felében Jamana Norikijo 山名教清 Hóki tartományból 伯耆国 kiindulva támadt Mimaszakára 美作, amit a Jamana sereg szinte ellenállás nélkül elfoglalt.
Július 25-én Akamacu Micuszuke fia, Norijaszu 教康 Szeccu tartományban 摂津国 este próbált rátámadni a sógunátus seregére, viszont a sötétben véletlenül saját magukra támadtak rá, így végül visszavonulásra kényszerültek. Ez volt a Kuragosoi-ütközet 庫御所合戦 (Kuragosho-kassen). A sóguni katonák harci kedve nagyon gyenge volt, ezért úgy döntöttek, bevárják Jamana Mocsitojo 山名持豊 seregét, akik ekkor még mindig a fővárosban tartózkodtak.
Mocsitojo és serege július 28-án végül csak elhagyta a fővárost, és Tadzsima tartomány 但馬国 felé vonultak.
Augusztus elsejétől a sóguni seregek még a császártól is megkapták az árulók megbüntetésének császári parancsát (jibatsu no rinji), amelyek ekkor már mélyen behatoltak az Akamatsu területekre.
Augusztus közepén Jamana Mocsitojo egy 4500 fős lovassággal a Tadzsima és Harima határában lévő Majumi-hágónál 真弓峠 (Mayumi-tōge) jártak, amelyet augusztus végére sikerült áttörniük. A hágót védő Akamacu Micuszuke öccse, Yoshimasa 義雅 bátyjának várába menekült. Ekkor már a másik, a Hoszokava Mocsicune 細川持常 és Akamacu Szadamura 赤松貞村 vezette fősereg is Harima földjét taposták.
Szeptember elsejére Mocsitojo serege az Akamcuk várához ért, ahol Mocsicunéval együtt körbevették és ostromolni kezdték azt. Két nappal később Micuszukéék feladták a Szakamoto várat és egy másikba, a Sirojama várba 城山城 (Shiroyama-jō) menekültek. Amikor harimai „vidékiek” (kokujin) közül sokan feladták az ellenállást, akkor az Akamacuk számára is nyilvánvalóvá vált, hogy ez a csata végleg elveszett. Akamacu Micuszuke a fiának, Norijaszunak és másik öccsének, Norisigének 則繁 a várból való kiszöktetésük után lett öngyilkos.

## A háború után
A háború után a győztesek maguk között felosztották a legyőzöttek területeit. Ezek közül a Jamana-család vitte el a legtöbbet. Jamana Mocsitojo 山名持豊 lett Harima védnöke, Jamana Norikijo 山名教清 Mimaszaka védnöke és Jamana Norijuki 山名教之 pedig Bizen tartomány védnöke lett. Pár évvel később, 1444-ben, Mocsitojo Harima tartomány három kerületét megszerezve tovább bővítette befolyását a térségben.
A legyőzött Akamacu-családok míg az ezt követő évszázados küzdelmek folyamán a fő rivális Jamanákkal harcoltak, hogy visszahódítsák a régi területeiket, addig az erős hadakozó fejedelmek az ország egyesítéséért szálltak síkra. A „nagyok” küzdelmében az Akamacukra a mellékszerep jutott, akik elszánt küzdelmet folytattak a család régi fényének helyreállításáért.